# GR 96

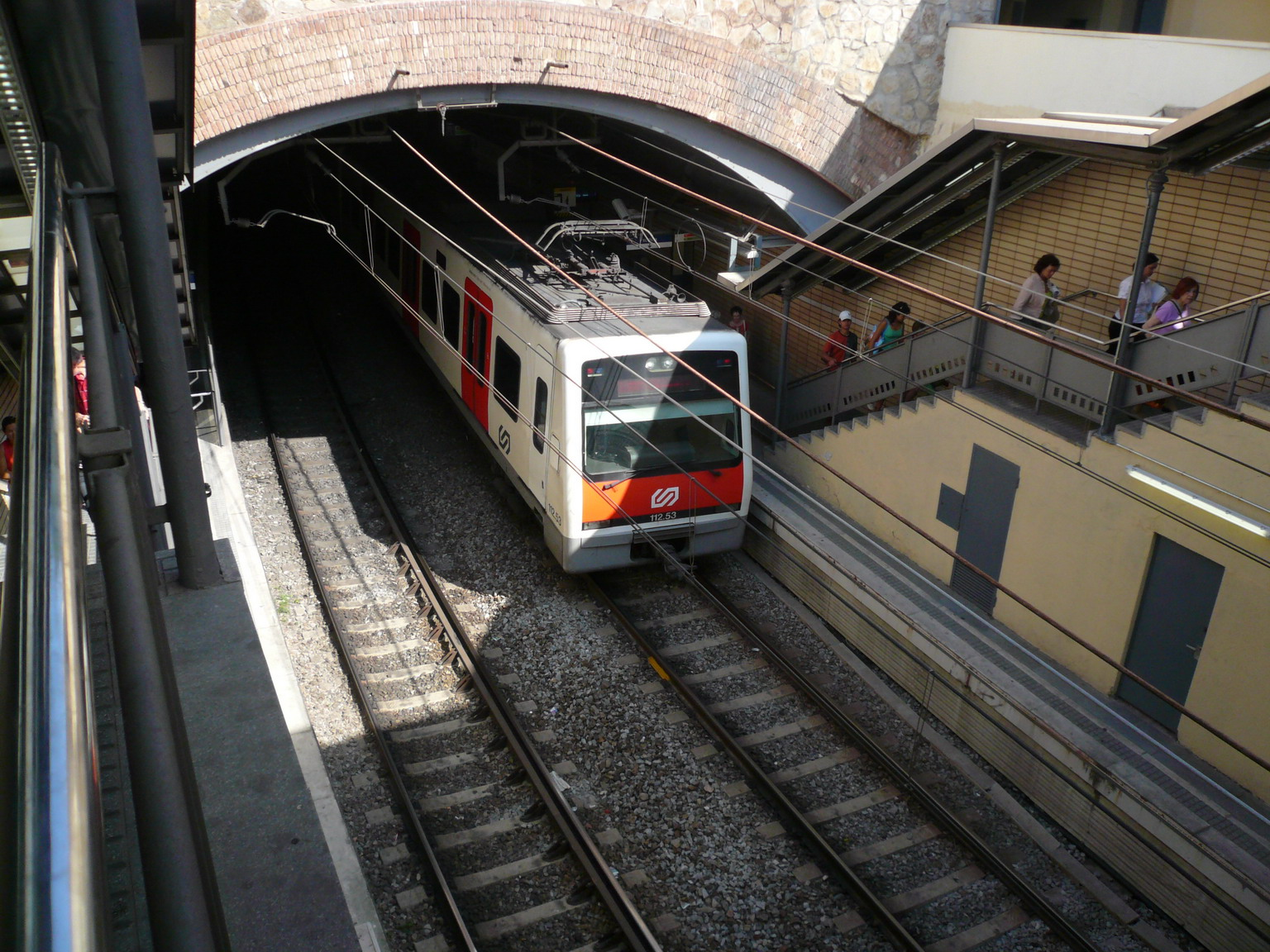
Estació de Peu del Funicular, punt de partida del GR-96 o Camí Romeu

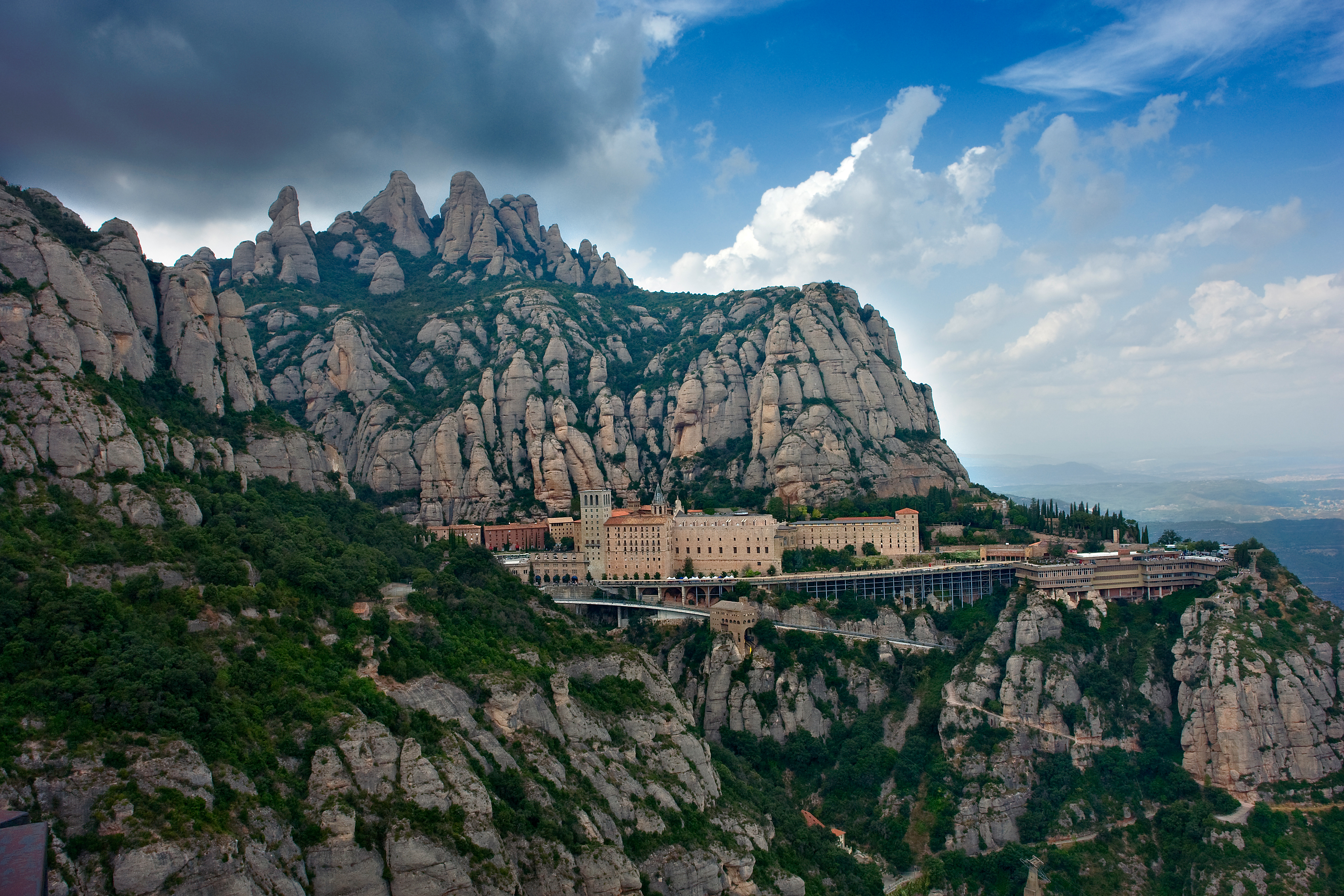
Monestir de Montserrat, punt final del GR-96

El GR 96 o Camí Romeu a Montserrat, és un sender de gran recorregut que discorre al llarg d'uns 57 quilòmetres des de Barcelona fins al monestir de Montserrat. Hi ha notícies documentades des del 1342, per unes reformes ordenades pel rei Pere III el Cerimoniós. Es tracta d'un camí històric antigament transitat pels pelegrins a Santiago de Compostel·la, que partien de la Ciutat Comtal i feien escala al monestir de Montserrat.
El camí s'estén al llarg d'uns 57 quilòmetres, des de Collserola, per les terres del Vallès Occidental i fins a Montserrat. Els punts de més interès són el Parc Natural de Collserola i el Parc Natural de la Muntanya de Montserrat. La ruta travessa les ciutats de Terrassa i Rubí.

## Recorregut
- Etapa 1: De Barcelona a Rubí: 20,57 km, 5h.45 min, desnivells: +767 -838
- Etapa 2: De Rubí a Collcardús: 22,02 km, 5h.12 min, desnivells: +933 -735
- Etapa 3: De Collcardús al monestir de Montserrat: 12,97 km, 4h.40 min, desnivells:	+909 -510

## Descripció del recorregut
- Etapa 1. Barcelona-Rubí. Etapa de 21 km. El camí comença a l'Estació de Peu del Funicular, dels Ferrocarrils Catalans, a 192 m d'alçada. Des d'aquí puja en línia recta, a l'esquerra i de forma paral·lela al funicular de Vallvidrera fins a la plaça de Vallvidrera, a 342 m (km 0,9), des d'on s'inicia el descens pel vessant nord de la serra de Collserola fins al pantà de Vallvidrera, a 260 m (km 2). Des del pantà puja de nou fins al turó de Castellví, a 462 m (km 4,4), i segueix la carena fins al turó de l'Alzinar, a 399 m (km 5,5), per la serra de Can Balasc. Abans d'arribar al turó d'en Balasc s'inicia el descens, passant per Can Bosquets, fins a La Floresta, (km 9,2), que gairebé no toca per la seva banda occidental. Surt cap a l'oest carenant la Serra de Can Julià, a 240 m, passa per l'ermita de la Salut, (km 13,8), i torna cap al nord per [Mas Gener. Poc després, travessa l'AP-7, (km 17), travessa Can Vallhonrat i Ca n'Alzamora per arribar a Rubí, on s'acaba l'etapa a la plaça del Dr. Guardiet, a 21 km.[3][4]

- Etapa 2. Rubí-Collcardús-carretera C-58 al km 28,5. Etapa de 17,1 km. El camí surt de la plaça del Doctor Guardiet, a Rubí, a 123 m, creua la riera de Rubí pel carrer del Pont i gira cap al nord davant del Castell de Rubí (km 21,7), travessa el Polígon industrial La LLana (km 22,5), segueix el Camí de l'Ermita de Sant Muç, passa pel costat de can Ramoneda, segueix el Camí de Can Roig, corona a la serra de Can Polit, a 252 m, segueix fins a la serra de Can Guilera, que corona a la Torre de les Martines (km 26,7), a 320 m, segueix un petit tram al costat del GR-6 i es desvia cap a Les Martines, passa pel costat del Centre Hípic Los Hermanos, a 326 m (km 28 ,7), i segueix cap a l'est per l'antic camí de les Martines fins a Can Guitard de la Riera, a 240 m (km 29,6). Després gira cap al nord i segueix paral·lel a l'E-9 i al ferrocarril Barcelona-Terrassa, que travessa abans d'arribar a Can Mates (km 31,4). Entra a Terrassa per l'Avinguda de Joaquin Segarra, i segueix al costat de la Riera del Palau vorejant el barri de La Maurina, fins als jardins de F. Cano, per on creua la riera cap a l'oest (km 34,4) per sortir de Terrassa pel Camí Romeu, ia 500 m, travessa la B-40. Creua Sant Miquel de Gonteres i la riera de Gaià fins al Molinot (km 35,8), travessa la carretera C-58 al km 28 i la voreja pel sud per creuar-la de nou per sobre del túnel de Collcardús, a 445 m d'altitud, i arribar a la masia Nhoa (km 40), al km 28,5 de la C-58. Al nord es troba el Parc Tecnològic de Recursos Renovables.[5]

- Etapa 3. Collcardús-Monestir de Montserrat. Etapa de 18,3 km. Sortim de Collcardús (km 40), pel camí de Collcardús, passant pel Boixadell fins a arribar a Vacarisses, que envolta pel sud passant per l'Estació de Vacarisses-Torreblanca (km 43), des d'on es dirigeix cap al nord pel Polígon de Ca Torrella (km 44). Creua la colònia Gall pel Castellet de Dalt (km 46) i torna cap a l'oest fins a la estació de Vacarisses (km 46,8). Torna a creuar la C-58 pel km 35,5, a 209 m d'altitud (km 49,9), passa pel Ventaiol, a 250 m, i baixa fins al riu Llobregat, que creua pel pont de Monistrol, a 140 m d'altitud, abans d'arribar a Monistrol de Montserrat, des d'on el camí s'enfila ràpidament pel Collcabiró i el Camí des Tres Quarts fins a trobar el Camí de la Santa Cova que desemboca al monestir de Montserrat, a 718 m.[6]